# Anamirta
Anamirta és un gènere de plantes llenyoses enfiladisses, nativa del sud de l'Àsia.

## Taxonomia
- Anamirta cocculus - croca de llevant o anamirta
- Anamirta jucunda Miers (Java)
- Anamirta lemniscata Miers (Java)
- Anamirta lourieri Pierre (Cambodja)
- Anamirta luctuosa Miers (Java)
- Anamirta paniculata (Levant Berry) (Àsia oriental)
- Anamirta populifera Miers (Timor)
- Anamirta pfeiffer (estatus: fòssil)